# سایه تو (فیلم)
سایه تو (به هندی: Aap Ki Parchhaiyan) فیلمی محصول سال ۱۹۶۴ و به کارگردانی موهان کومار است. در این فیلم بازیگرانی همچون درمندرا، شاشیکالا، اوم پراکاش، سوپریا دوی و نظیر حسین ایفای نقش کرده‌اند.